# Vodní nádrž Křižanovice II
Křižanovice II, zvaná též Práčovská přehrada je vyrovnávací nádrž na řece Chrudimce pod místní částí obce Svídnice, zvanou Práčov. Byla vybudována spolu s údolní nádrží nádrží (Křižanovice I) mezi lety 1948 až 1953 a slouží pro vyrovnání špičky odtoků z přehrady (Křižanovice I) a také jako rezervní odběrné místo pro skupinový vodovod Chrudim - Pardubice. Má zemní sypanou hráz vysokou 17,5 m, dlouhou 210 m a její vodní hladina zaujímá plochu cca 6 ha.